# Studio Gang Architects
Studio Gang Architects (с англ. — «Студия архитекторов Ган») — американская компания в области архитектуры и городского дизайна с офисами в Чикаго, Нью-Йорке, Сан-Франциско и Париже.

## Описание
Компания, основанная в 1997 году и возглавляемая архитектором Жанной Ган, известна своими исследованиями и экспериментами с материалами, сотрудничеством в широком спектре дисциплин и вниманием к вопросам устойчивого зелёного развития, экологичности.
По состоянию на май 2017 года в компании работало более 90 человек.

## Проекты
- 2020 — One Hundred Above the Park[англ.] —  Сент-Луис, штат Миссури.
- 2021 — 11 Hoyt[англ.] —  Нью-Йорк, штат Нью Йорк.
- 2026 — One Delisle (подготовка к строительству) —  Торонто, провинция Онтарио[2].

## Награды
Одноимённая книга англ. Studio Gang: Architects получила хорошие отзывы, опубликованные на сайте издательства Phaidon Press от ряда ведущих издательств, таких как Architectural Digest, Galerie Online, Azure, Metropolis.
- 2017 — Почётная награда института (англ. Institute Honor Award), архитектура интерьера[англ.], AIA Awards, Театр писателей[англ.].
- 2016 — Премия Дэниела Бернема за генеральное планирование (англ. Daniel Burnham Award for Master Planning), AIA Illinois, Technical team for Positioning Pullman.
- 2016 — Премия «Божественная деталь» (англ. Divine Detail Award), награда за выдающиеся достижения в области дизайна, AIA Chicago, Театр писателей.
- 2016 — Interior Architecture Award, награда за выдающиеся достижения в области дизайна, AIA Chicago, Театр писателей.
- 2016 — Distinguished Building Citation of Merit, награда за выдающиеся достижения в области дизайна, AIA Chicago, Театр писателей.
- 2016 — Divine Detail Award, награда за выдающиеся достижения в области дизайна, AIA Chicago, City Hyde Park.
- 2016 — Distinguished Building Citation of Merit, награда за выдающиеся достижения в области дизайна, AIA Chicago, City Hyde Park.
- 2016 — Institute Honor Award, Architecture, AIA Awards, WMS Boathouse в Кларк-Парке[уточнить].
- 2016 — Architizer A+ Firm of the Year.
- 2015 — Award for Excellence in Design, Thirty-third Annual Design Awards, Public Design Commission, Нью-Йорк, Rescue Company 2.
- 2015 — Distinguished Building Award, награда за выдающиеся достижения в области дизайна, AIA Chicago, Arcus Center for Social Justice Leadership.
- 2015 — Divine Detail Award, награда за выдающиеся достижения в области дизайна, AIA Chicago, Arcus Center for Social Justice Leadership.
- 2015 — Почётная награда[англ.], AIA Illinois, Северный остров.
- 2014 — Почётная грамота за выдающееся здание (англ. Distinguished Building Citation of Merit), награда за выдающиеся достижения в области дизайна, AIA Chicago, WMS Boathouse в Кларк-Парке.
- 2013 — Национальная премия в области дизайна[англ.] за «выдающуюся образцовую работу в области общественного, коммерческого или жилого архитектурного дизайна» от Национального музея дизайна[4].
- 2011 — Благодарственная «премия от Holcim за экологически безопасное строительство[англ.]» в Северной Америке за Экологический центр Форда Калумета (англ. Ford Calumet Environmental Center)[5].
- 2011 — Почётная награда за выдающееся здание (англ. Distinguished Building Honor Award), AIA Чикаго, за променад на природе (англ. Nature Boardwalk), образовательный павильон и преображение южного пруда в зоопарке Линкольн-парка[англ.][6].
- 2009 — Самая доброжелательная архитектурная фирма (англ. Most Compassionate Architectural Firm), от организации «Люди за этичное обращение с животными» (PETA)[7].
- 2009 — Премия «Небоскрёб года» (Emporis Skyscraper Award) от Emporis за башню Аква-тауэр[8].
- 2000 и 2006 — Премия «Новые взгляды» (англ. Emerging Visions Award), AIA Чикаго[9].
- 2005 — Награда за развитие района (англ. Neighborhood Development Award), 3-е место, от Фонда Ричарда Дрихауса[англ.] и Лиги китайско-американской службы[англ.] (CASL)[10].